# Pondok Aren (plaats)
Pondok Aren is een plaats in de huidige provincie Banten in het westen van Java, Indonesië.